# Anathema
Een Anathema (Oudgrieks: ἀνάθημα, letterlijk het opgestelde) is in de klassieke archeologie een artefact dat in de oudheid door een bezoeker van een heiligdom aan een godheid werd geschonken. In de rooms-katholieke traditie kreeg het woord de betekenis van een vervloeking met als resultaat excommunicatie.

## Oudheid
Anathemata in de oorspronkelijke betekenis werden gegeven als dankbetuiging voor een verleende gunst of om een bepaalde wens kracht bij te zetten. Een andere veel voorkomende benaming is wel ex voto, hoewel deze term meer wordt geassocieerd met soortgelijke gebruiken binnen de Katholieke Kerk. Correcte Nederlandse aanduidingen zijn wijgeschenk en votiefgift.

## Jodendom
Het Jodendom kende vanouds het begrip (c)herem in de zin van banvloek. Een bekend historisch voorbeeld vormt de herem die werd uitgesproken over Spinoza op 27 juli 1656, waarmee hij uit de joodse gemeenschap te Amsterdam werd verbannen wegens ketterij.

## Christendom

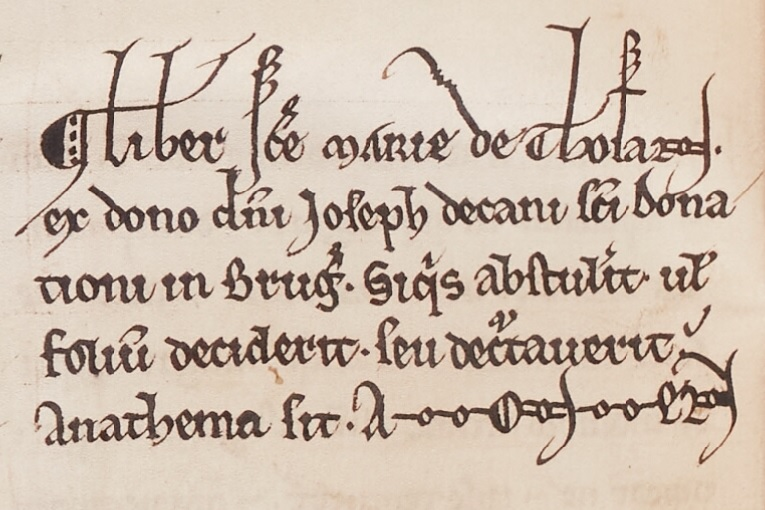
Anathema of vervloeking in een 12de-13de-eeuws manuscript uit de Abdij Ter Doest

In de Griekse vertaling van het Oude Testament werd het woord gebruikt als vertaling voor het Hebreeuwse cherem in de betekenis dat iets of iemand in het midden van de gemeenschap voor God werd gesteld, ofwel tot zegening ofwel tot veroordeling. Op deze wijze werd het de uitdrukking voor een banvloek.
In het Nieuwe Testament wordt de uitdrukking gebruikt door de apostel Paulus die in de brief aan de Galaten (Gal. 1, 8-9) de uitdrukking anathema sit (hij weze vervloekt) gebruikt.
In de betekenis van uitsluiting (excommunicatie, kerkelijke ban) is de formulering sinds de 4e eeuw tegen verschillende ketterijen gebruikt op particuliere en oecumenische concilies. In de geijkte vorm stelt het dat indien iemand dit of dat zegt (dat in strijd is met de besluiten van het concilie), hij of zij zichzelf in de ban zet (anathema sit).
De uitdrukking werd ook gebruikt tijdens het Concilie van Trente (1545-1563) dat over de aanhangers van de – vanuit de katholieke leer gezien – dwaling van de Reformatie 126 keer het anathema heeft uitgesproken.
In reactie op deze vervloekingen is in 1563 in de Heidelbergse Catechismus (vraag en antwoord 80) een uitspraak gedaan over de katholieke leer over het H. Misoffer. In dit kerkelijk leerboek wordt deze leer als een vervloekte afgoderij afgewezen. De protestantse kerkgenootschappen gebruiken het anathema niet. Wel kennen zij de excommunicatie en de ban.